# Carmelo Santiago
Carmelo Santiago (Buenos Aires, 26 de enero de 1915 - ibídem, 15 de agosto de 1993) fue un periodista, autor, productor, crítico de cine, guionista y director argentino.

## Carrera
Carmelo Santiago fue un distinguido productor de cine y teatro con una extensa carrera. En cine debuta como director en 1939 con Caras argentinas, interpretado por Aída Vignan y Héctor Vargas.
Además de trabajar en la revista Sintonía, se dedicó exclusivamente a producir, coproducir y escribir libretos en películas dirigidas entre otros por José A. Ferreyra, Manuel Romero, Julio Saraceni, Jack Davison, Luis José Moglia Barth y el español Antonio Momplet. Films que tuvieron como primeras figuras a Niní Marshall, Libertad Lamarque, Hugo del Carril, Alberto Castillo, Florencio Parravicini, Malisa Zini, Celia Gámez, Luis Sandrini, Pedro Quartucci y Francisco Álvarez.
Tras ser productor ejecutivo de Argentina Sono Film se asoció con los hermanos Mentasti para coproducir con México cuatro largometrajes.
En televisión comenzó como ayudante y luego como director de TV en programas cómicos y de entretenimiento.
Se desempeñó en la dirección de Cine Productor, un periódico quincenal dirigido al gremio de productores, fundado en 1944.
También fue un miembro integral del Museo de Cine, cuya dirección estaba a cargo de Guillermo Fernández Jurado en 1982.
Incursionó notablemente en el género del Tango al producir como primera obra Redención, con Enrique Lomuto y más tarde los temas Cuando el corazón junto a Francisco Canaro, La melodía de nuestro adiós,, Judas y La melodía del corazón. En 1944 compuso junto con Carlos Marchisio el tango Amarras, grabada con Juan D'Arienzo e interpretada por Héctor Mauré. Fue el responsable de presentarle el cantante Oscar Larroca al bandoneonista y compositor Domingo Federico, para que lo incorporara a su orquesta.
En radio trabajó en algunas emisoras como Radio Mitre en la década del '40 y donde conoció a importantes personalidades del tango, como así también a figuras radiales como Eva Duarte.

## Filmografía
Como director:
- 1939: Caras argentinas.

Como productor:
- 1936: Amalia.[4]
- 1936: Besos brujos.
- 1936: ¡Goal!.
- 1936: Don Quijote del Altillo.
- 1937: Murió el sargento Laprida.
- 1938: Ronda de estrellas.
- 1938: Madreselva.
- 1938: El diablo con faldas.
- 1940: Fragata Sarmiento.
- 1946: Adiós Pampa mía.
- 1948: Al marido hay que seguirlo.
- 1949: Otra cosa es con guitarra.
- 1955: Una gallega en la Habana
- 1957: La despedida
- 1964: Cleopatra era Cándida.

Como guionista:
- 1937: Dos amigos y un amor
- 1952: La niña de fuego.

Como productor ejecutivo:
- 1953: ¡Ay, pena, penita, pena! (película hispano-mexicano)
- 1964: La diosa impura.[5]

## Televisión
- 1958: ¿Dónde vas, Alfonso XII?
- 1959: Venta de vargas
- 1965: Archivo Secreto. (Canal 13)
- 1966: Dr. Cándido Pérez, Sras.(Canal 13)
- 1967: Teatralerías: Nini Marshall, canal 9, productor ejecutivo.
- 1965/1974: La tuerca(Canal 13)
- 1966: Sábados circulares, conducido por Pipo Mancera.(Canal 13)
- 1976: El humor de Nini Marshall, Especial de canal 13.
- 1979: Comicolor.(ATC)[6]

## Vida privada
Carmelo fue el marido y compañero de ruta durante dieciséis años de la primera actriz cómica Niní Marshall a quien representó en su visita a México.
Su hijo Carmelo Santiago Jr. heredó la vocación de director de su padre así también como la de escritor.

## Teatro
- Zogoibi (1940)